# Nicolau de Siracusa
Nicolau de Siracusa (en llatí Nicolaus, en grec antic Νικόλαος "Nikólaos") fou un ciutadà siracusà que tot i que havia perdut dos fills en la guerra contra Atenes, quan aquesta es va acabar l'any 413 aC va intentar convèncer els seus conciutadans de preservar la vida dels presoners atenencs donant una mostra d'humanitat impròpia dels temps, segons diu Diodor de Sicília.